# Carmen Aub
Carmen Aub Romero (Ciudad de México, 24 de octubre de 1989) es una actriz mexicana.

## Biografía
Carmen Aub (Ciudad de México, 1989) es una actriz conocida principalmente por su trabajo en televisión, cine y teatro mexicano. Con una carrera que abarca más de una década, Carmen se ha hecho un nombre a través de sus diversas interpretaciones.
Carmen comenzó su trayectoria actoral en 2010 con la cadena Telemundo dándole vida a “Flor Cáceres” en la telenovela que rompió récords de audiencia en el mercado Hispano/Americano “Donde está Elisa?”. Su dedicación y pasión por el oficio la llevó a debutar meses después  en la primera telenovela de MTV para Latinoamérica “Niñas Mal”. Desde entonces, ha participado en exitosas series de televisión y cine como "Esperanza del corazón" (2011), “Pasión Prohibida” (2013) el largometraje “Una mujer sin Filtro” (2018), "El señor de los cielos" (2013-2023) entre otros. Su interpretación de Rutila Casillas en "El señor de los cielos" recibió elogios de la crítica, así como un dedicado grupo de seguidores.
Además de su carrera actoral, Carmen incursionó en la conducción de su propio programa de entrevistas en E! Entertainment llamado "Con Carmen", donde entrevista a celebridades, panelistas y especialistas. A través de “Con Carmen”, Aub también logró establecer una relación más personal con sus fans.
A lo largo de su carrera, Carmen ha sido reconocida por sus destacadas actuaciones, obteniendo numerosos premios y nominaciones, como el Premio Tu Mundo 2015 a la Mejor Actriz de Reparto y los Premios Tu Mundo 2016 y 2018 a la Actriz Favorita en una Súper Serie.
Carmen ha sido destacada en diversas publicaciones y medios de comunicación, como Esquire, OPEN y la revistas Cosmopolitan y Vanidades. Con una combinación de talento innegable y dedicación a su oficio, Carmen Aub se ha establecido como una figura prominente en la industria del entretenimiento y continúa cautivando al público con sus interpretaciones.

## Filmografía

### Televisión
| Año       | Título                 | Rol                                  |
| --------- | ---------------------- | ------------------------------------ |
| 2010      | ¿Dónde está Elisa?     | Florencia "Flor" Cáceres Altamira    |
| 2010      | Niñas mal              | Greta Domeneschi Wurtz / Lola        |
| 2011-2012 | Esperanza del corazón  | Krista Cabral Duprís                 |
| 2013      | Pasión prohibida       | Florencia "Nina" Piamonte Estrada    |
| 2013      | Como dice el dicho     | Lucía                                |
| 2014      | Familia en venta       | Matilda Sabatier                     |
| 2014-2024 | El Señor de los Cielos | Rutila Casillas Letrán / Ruth Méndez |
| 2016      | El Chema               | Rutila Casillas Letrán               |
| 2017      | Milagros de Navidad    | Mariana Ramírez                      |
| 2021-2022 | Parientes a la fuerza  | Clío Bonnet                          |
| 2022      | Mujer de nadie         | Roxana Vázquez de Montes             |
| 2022      | Natural Born Narco     | Alba                                 |
| 2025      | Regalo de amor         | Bárbara Santillán Galindo            |

### Programa
| Año       | Título                   | Rol        |
| --------- | ------------------------ | ---------- |
| 2024      | La Isla: desafió extremo | Ella misma |
| 2021-2023 | Con Carmen               | Ella misma |

### Películas
| Año  | Título                       | Rol     |
| ---- | ---------------------------- | ------- |
| 2012 | Chiapas, El Corazón del Café | Isabel  |
| 2017 | Cómo filmar una XXX          | Lilia   |
| 2017 | Una mujer sin filtro         | Emilia  |
| 2020 | Escuela Para Seductores      | Laura   |
| 2020 | Mas Allá de la Herencia      | Lolo    |
| 2022 | Doblemente Embarazada 2      | Antonia |

### Unitarios
- Decisiones (Telemundo)

### Vídeos musicales
- Me enamoré de ti, de Omar Chaparro

## Premios y nominaciones

### Premios TVyNovelas
| Año  | Telenovela            | Categoría           | Resultado |
| ---- | --------------------- | ------------------- | --------- |
| 2012 | Esperanza del corazón | Revelación femenina | Nominada  |

### Premios Tu Mundo
| Año  | Telenovela               | Categoría               | Resultado |
| ---- | ------------------------ | ----------------------- | --------- |
| 2012 | Esperanza del Corazón    | Revelación              | Nominada  |
| 2015 | El señor de los cielos 3 | La mala más buena       | Ganadora  |
| 2015 | El señor de los cielos 3 | Mejor actriz de reparto | Ganadora  |
| 2016 | El señor de los cielos 4 | Protagonista favorita   | Nominada  |
| 2017 | El señor de los cielos 5 | Actriz favorita         | Ganadora  |